# Гірнича промисловість Мозамбіку
Гірнича промисловість Мозамбіку.

## Загальна характеристика
Розробляються родов. кам. вугілля, природного газу, руд рідкісних металів, дорогоцінних і виробних каменів, нерудної сировини. У цілому гірничодобувна промисловість на межі ХХ-XXI ст. розвинена слабко. У кінці XX ст. слабко розвинена інфраструктура і несприятливе податкове законодавство країни перешкоджали нарощуванню інвестицій у провадження геологорозвідувальних робіт і будівництво гірничих підприємств.
Обсяг виробництва продукції мінерально-сировинного сектора економіки М. в 1998 р. (в дужках прогноз на 2003 і 2008 рр.) склав (в тис. т): бокситу 9,0 (12,0 і 12,0); бентоніту 5,0 (9,0 і 12,0); графіту 7,0 (20,0 і 20,0); вугілля 10 (200 і 4000); танталіту немає (170 і 170); коштовних каменів немає (103,5 і 593,0) т; Au 30 (400 і 500) кг; мармуру в плитах 15 (100 і 150) тис. м²; мармуру в блоках 250 (2000 і 3000) м³. У вартісному вираженні виробництво продукції в 1998 р. становило 7,0 млн дол. з прогнозом відповідно 153,0 і 572,0 млн дол. Крім того, обсяг старательського видобутку Au, дорогоцінних і кольорових каменів у вартісному вираженні за 1998 р. становив 25,0 млн дол. з прогнозом відповідно 40,0 і 50,0 млн дол. [Afr. Rev. Bus. and Technol. — 1999. — 35, 9].

## Окремі галузі
Вугілля добувається підземним способом на родов. Моатізе в пров. Тете. Коксівне вугілля г.ч. експортується.
Видобуток золота в кінці XX ст. вівся старателями в осн. з розсипів (родов. Браганса, Ревуе і інші). Одержане золото експортують.
Мідні руди на території М. розробляються з перервами з 1902 підземним способом на родов. Едмундієн і Лонро. Усього видобуто 8000 т концентрату, з вмістом Cu 22%.
Залізо, титан, рутил, циркон. Компанія ПАР Southern Mining на початку XXI ст. планує будівництво ГЗК на базі родов. мінералізованих пісків Коррідор Сендз в Мозамбіку за 190 км на північний схід від Мапуто. Ресурси родов. оцінюються в 8700 млн т із вмістом важких мінералів, переважно ільменіту, 6,9%. Переробка конц-тів планується на заводі в Мапуту з продуктивністю 250 тис. т титанвмісних шлаків на рік. Протягом 10 років планується збільшення продуктивності заводу до 1 млн т/рік.
Компанія Billiton (ПАР) в останні роки XX ст. готувала ТЕО будівництва підприємства TiGen в Мозамбіку на родов. мінералізованих пісків, ресурси якого в перерахунку на TiO[2] оцінюються в 31 млн т. Розробка цих пісків за оцінками експертів дуже перспективна. Планується видобуток 375 тис. т/рік тиранових сполук і приблизно бл. 200 тис.т/рік заліза високої чистоти разом з рутилом і цирконом.
Рідкіснометалічна сировина. Розробка рідкіснометалічних пегматитів здійснюється в р-ні Алту-Лігонья відкритим способом на глиб. до 20-25 м (родов. Морруа, Марропіно, Муяне). Переробка ведеться на збагач. ф-ках «Морруа» і «Марропіно» (танталовий концентрат). Добувається мікроліт, бісмут, лепідоліт, мусковіт (попутно).
Дорогоцінні і напівдорогоцінні камені. Ведеться видобуток відкритим способом ювелірного ґранату, смарагдів (родов. Ніане, Марропіно, Пітея), аквамаринів і геліодорів (Морруа), кольорових турмалінів (Манея), топазів (Муяне).
Інші корисні копалини. З 1960-х рр. періодично розробляються родов. вапняків (р-н Машіші, Віланкулуш, Мапуту), діатомітів (Маріана, Діана, Конша), монтморилоніту і бентоніту (Мовене, Портела, Сераміка) в пров. Мапуту. Видобуток ведеться відкритим способом із застосуванням екскаваторів і бульдозерів. Каолін добувається з пегматитів Алту-Лігоньї на бокситовому родов. Алумен і в інш. р-нах.

## Геологічна служба і підготовка кадрів
Геол. служба очолюється Міністерством мінеральних ресурсів (геол. зйомка, пошуки і розвідка твердих к.к.) та Міністерством промисловості і енергетики (пошуки, розвідка і експлуатація вугільних і газових родов.). Підготовка кадрів в області геології і гірн. справи здійснюється в Інституті наук. досліджень (відділення геології) і Ун-ті ім. Е.Мондлане в м. Мапуту.